# Alpha 7 e-Sports
A Alpha7 e-Sports, também conhecida como Alpha7 ou simplesmente A7, é uma organização brasileira de multijogos fundada em janeiro de 2020. Atualmente possui equipe no PUBG Mobile, onde foram uma das primeiras equipes brasileira a ter uma Gaming House e em agosto de 2022, confirmaram sua participação no Free Fire, ao anunciarem sua line-up para jogar a LBFF serie B. 
Em Julho de 2021 foram campeões da PUBG Mobile World Invitational e se tornaram a primeira equipe brasileira de PUBG Mobile a ganhar um título a nível mundial.

## Inicio da organização
Fundado na Zona sul de São Paulo, a Alpha 7 foi criada no dia 5 de janeiro de 2020 por Eunice Barreiros, Yanka, Pétala, Pedro e João, Através do projeto de Yanka. A ideia não era só montar uma organização de PUBG Mobile, mas uma organização a nível nacional e mundial. Eunice Barreiros decide investir no projeto de sua filha Yanka e assim se tornar uma das maiores organizações de e-Sports no PUBG Mobile com diversos títulos nacionais e internacionais, sendo assim uma equipe soberana no âmbito nacional de PUBG Mobile.

## Historia

### 2021
A Alpha7 comemorou o primeiro ano de aniversario se sagrando campeão duas vezes da PUBG Mobile Pro League - Brazil season 1 e 2.  No mesmo ano ganharam também a PUBG Mobile Pro League - Americas Championship Season 1.
Com 4 títulos continentais, restava apenas um título mundial, que veio no final do mesmo ano com a vitória na PUBG Mobile World Invitational 2021: West . tornando-a primeira equipe brasileira a ganhar um título com expressão mundial.

## Equipes atuais

### PUBG Mobile
| Função  | Jogador                   |
| Jogador | Lucas "Carrilho" Miguel   |
| Jogador | Jean "Magrelin" Carlos    |
| Jogador | Daniel "Mafioso" Henrique |
| Jogador | Roan "Revo" Henrique      |
| Coach   | Erick "Coruja" Alcantara  |

### Honor of Kings
| Função  | Jogador                            |
| Top     | Uruguai Alejandro "MusTer" Cabrera |
| Jungle  | Saulo "Benignus" Marcelino         |
| Mid     | Aron "Hykan" Rodrigues             |
| Adc     | Haaron "Aomine" Perondi            |
| Suporte | Matheus "Seelinah" Serafim         |
| Coach   | China Jianzhao "1064" Zhou         |

### Mobile legends: Bang Bang
| Função  | Jogador                                   |
| Gold    | Lucas "Upaatzy" Jose Da Silva Araujo      |
| Jungle  | Everton "Buzizio" de Mattos               |
| Mid     | Luís "Sindra" Henrique dos Santos Tavares |
| XP      | Nicolas "Akashi" Sanches Vieira           |
| Rotação | Victor "Vaguin" Sousa                     |
| Coach   | Diego "Darkness" Casado                   |

## Conquistas anuais

### PUBG Mobile

#### 2020
- Codashop Global Series Brazil 2020
- PUBG Mobile Masters League Season 7

#### 2021
- PUBG Mobile Masters League Season 10
- PUBG Mobile Pro League - Brazil Season 1[7]
- PUBG Mobile Masters League Season 12
- Copa NETENHO[13]
- PUBG Mobile Masters League Season 13: Americas Edition
- SOG CUP Spring Split 2021
- PUBG Mobile World Invitational 2021: West[5]
- PUBG Mobile National Championship Brazil 2021
- PUBG Mobile Masters League Season 15
- PUBG Mobile Pro League - Brazil Season 2[10]
- PUBG Mobile SOG League Championship 2021 Season 2
- Americas Elite League Season 1[14]
- PUBG Mobile Pro League - Americas Championship Season 2[15]
- Americas Elite League Season 2[16]

#### 2022
- Americas Elite League Season 4
- Americas All Stars 2022[17]

#### 2023
- PUBG Mobile Global Championship 2022/23[18]
- PUBG Mobile Pro League - Brazil Season 1[19]

#### 2024
- PUBG Mobile: Esports World Cup 2024
- PMSL Americas Fall 2024